# Juan Mora Fernández
Pour les articles homonymes, voir Mora.
Juan Mora Fernández (né en 1784 à San José – mort en 1854 dans la même ville), est un homme d'État qui fut le premier président du Costa Rica, de 1825 à 1833.
Il décida de déplacer la capitale du pays de Cartago à San José.

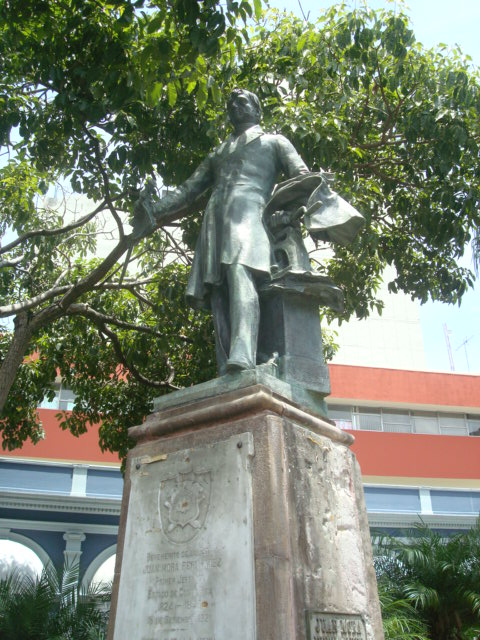
Statue à l’effigie de Juan Mora Fernández, à San José